# Карабел (Флорида)
Карабел (енгл. Carrabelle) град је у америчкој савезној држави Флорида. По попису становништва из 2010. у њему је живело 2.778 становника.

## Демографија
Према попису становништва из 2010. у граду је живело 2.778 становника, што је 1.475 (113,2%) становника више него 2000. године.
| Група             | 2000.         | 2010.         |
| Белци             | 1.181 (90,6%) | 1.724 (62,1%) |
| Афроамериканци    | 74 (5,7%)     | 767 (27,6%)   |
| Азијати           | 1 (0,1%)      | 11 (0,4%)     |
| Хиспаноамериканци | 21 (1,6%)     | 241 (8,7%)    |
| Укупно            | 1.303         | 2.778         |